# Associazione Calcio Venezia 1963-1964
Questa pagina raccoglie le informazioni riguardanti l'Associazione Calcio Venezia nelle competizioni ufficiali della stagione 1963-1964.

## Rosa
| N. |                   | Ruolo | Calciatore            |
| -- | ----------------- | ----- | --------------------- |
|    | Italia (bandiera) | P     | Giovanni Bubacco      |
|    | Italia (bandiera) | A     | Antonio Cardillo      |
|    | Italia (bandiera) | A     | Giorgio Carli         |
|    | Italia (bandiera) | D     | Antonio De Bellis     |
|    | Italia (bandiera) | C     | Gianfranco De Marchi  |
|    | Italia (bandiera) | A     | Franco Dori           |
|    | Italia (bandiera) | D     | Gianni Grossi         |
|    | Italia (bandiera) | P     | Enzo Magnanini        |
|    | Italia (bandiera) | D     | Eraldo Mancin         |
|    | Italia (bandiera) | A     | Gianfranco Maschietto |
|    | Italia (bandiera) | A     | Lucio Mujesan         |
|    | Italia (bandiera) | C     | Marcello Neri         |

| N. |                   | Ruolo | Calciatore           |
| -- | ----------------- | ----- | -------------------- |
|    | Italia (bandiera) | D     | Leopoldo Raimondi    |
|    | Italia (bandiera) | A     | Gennaro Rambone      |
|    | Italia (bandiera) | A     | Gaetano Salvemini    |
|    | Italia (bandiera) | C     | Giuseppe Picella     |
|    | Italia (bandiera) | A     | Bruno Santon         |
|    | Italia (bandiera) | A     | Piergiorgio Sartore  |
|    | Italia (bandiera) | D     | Ubaldo Spanio        |
|    | Italia (bandiera) | D     | Bartolomeo Tarantino |
|    | Italia (bandiera) | C     | Mario Tesconi        |
|    | Italia (bandiera) | C     | Eliseo Vascotto      |
|    | Italia (bandiera) | C     | Fausto Vicino        |

## Risultati

### Serie B

#### Girone di andata
| 15 settembre 1963 1ª giornata | Parma | 1 – 2 | Venezia |  |

| 22 settembre 1963 2ª giornata | Venezia | 0 – 1 | Udinese |  |

| 29 settembre 1963 3ª giornata | Pro Patria | 3 – 2 | Venezia |  |

| 6 ottobre 1963 4ª giornata | Venezia | 1 – 1 | Palermo |  |

| 13 ottobre 1963 5ª giornata | Venezia | 0 – 0 | Cosenza |  |

| 27 ottobre 1963 6ª giornata | Varese | 2 – 0 | Venezia |  |

| 3 novembre 1963 7ª giornata | Venezia | 1 – 0 | Alessandria |  |

| 10 novembre 1963 8ª giornata | Padova | 1 – 0 | Venezia |  |

| 17 novembre 1963 9ª giornata | Venezia | 0 – 0 | Brescia |  |

| 24 novembre 1963 10ª giornata | Simmenthal-Monza | 0 – 1 | Venezia |  |

| 1º dicembre 1963 11ª giornata | Venezia | 1 – 2 | Triestina |  |

| 8 dicembre 1963 12ª giornata | Lecco | 1 – 1 | Venezia |  |

| 15 dicembre 1963 13ª giornata | Verona | 0 – 1 | Venezia |  |

| 22 dicembre 1963 14ª giornata | Venezia | 4 – 2 | Prato |  |

| 29 dicembre 1963 15ª giornata | Cagliari | 2 – 0 | Venezia |  |

| 5 gennaio 1964 16ª giornata | Venezia | 0 – 0 | Napoli |  |

| 9 dicembre 1979 17ª giornata | Potenza | 2 – 0 | Venezia |  |

| 19 gennaio 1964 18ª giornata | Venezia | 3 – 1 | Catanzaro |  |

| 26 gennaio 1964 19ª giornata | Venezia | 1 – 2 | Foggia & Incedit |  |

#### Girone di ritorno
| 2 febbraio 1964 20ª giornata | Venezia | 0 – 1 | Parma |  |

| 16 febbraio 1964 21ª giornata | Udinese | 1 – 1 | Venezia |  |

| 23 febbraio 1964 22ª giornata | Venezia | 2 – 2 | Pro Patria |  |

| 1º marzo 1964 23ª giornata | Palermo | 0 – 0 | Venezia |  |

| 8 marzo 1964 24ª giornata | Cosenza | 3 – 0 | Venezia |  |

| 15 marzo 1964 25ª giornata | Venezia | 0 – 0 | Varese |  |

| 22 marzo 1964 26ª giornata | Alessandria | 3 – 1 | Venezia |  |

| 29 marzo 1964 27ª giornata | Venezia | 2 – 0 | Padova |  |

| 5 aprile 1964 28ª giornata | Brescia | 3 – 0 | Venezia |  |

| 12 aprile 1964 29ª giornata | Venezia | 1 – 1 | Simmenthal-Monza |  |

| 26 aprile 1964 30ª giornata | Triestina | 2 – 2 | Venezia |  |

| 3 maggio 1964 31ª giornata | Venezia | 3 – 2 | Lecco |  |

| 10 maggio 1964 32ª giornata | Venezia | 1 – 0 | Verona |  |

| 17 maggio 1964 33ª giornata | Prato | 3 – 0 | Venezia |  |

| 24 maggio 1964 34ª giornata | Venezia | 0 – 0 | Cagliari |  |

| 31 maggio 1964 35ª giornata | Napoli | 1 – 0 | Venezia |  |

| 7 giugno 1964 36ª giornata | Venezia | 0 – 0 | Potenza |  |

| 14 giugno 1964 37ª giornata | Catanzaro | 1 – 0 | Venezia |  |

| 21 giugno 1964 38ª giornata | Foggia & Incedit | 0 – 1 | Venezia |  |

## Statistiche

### Statistiche di squadra
| Competizione | Punti | In casa | In casa | In casa | In casa | In casa | In casa | In trasferta | In trasferta | In trasferta | In trasferta | In trasferta | In trasferta | Totale | Totale | Totale | Totale | Totale | Totale | DR  |
| Competizione | Punti | G       | V       | N       | P       | Gf      | Gs      | G            | V            | N            | P            | Gf           | Gs           | G      | V      | N      | P      | Gf     | Gs     | DR  |
| ------------ | ----- | ------- | ------- | ------- | ------- | ------- | ------- | ------------ | ------------ | ------------ | ------------ | ------------ | ------------ | ------ | ------ | ------ | ------ | ------ | ------ | --- |
| Serie B      | 33    | 19      | 6       | 9       | 4       | 20      | 15      | 19           | 4            | 4            | 11           | 12           | 29           | 38     | 10     | 13     | 15     | 32     | 44     | -12 |
| Coppa Italia |       | 1       | 0       | 0       | 1       | 1       | 2       | -            | -            | -            | -            | -            | -            | 1      | 0      | 0      | 1      | 1      | 2      | -1  |
| Totale       |       | 20      | 6       | 9       | 5       | 21      | 17      | 19           | 4            | 4            | 11           | 12           | 29           | 39     | 10     | 13     | 16     | 33     | 46     | -13 |

### Statistiche dei giocatori
| Giocatore     | Serie B  | Serie B | Coppa Italia | Coppa Italia | Totale   | Totale |
| Giocatore     | Presenze | Reti    | Presenze     | Reti         | Presenze | Reti   |
| ------------- | -------- | ------- | ------------ | ------------ | -------- | ------ |
| G. Bubacco    | 14       | -16     | 1            | -2           | 15       | -18    |
| A. Cardillo   | 15       | 3       | 1            | 0            | 16       | 3      |
| G. Carli      | 2        | 0       | -            | -            | 2        | 0      |
| A. De Bellis  | 31       | 0       | 1            | 0            | 32       | 0      |
| G. De Marchi  | 10       | 0       | -            | -            | 10       | 0      |
| F. Dori       | 27       | 8       | -            | -            | 27       | 8      |
| G. Grossi     | 33       | 0       | 1            | 0            | 34       | 0      |
| E. Magnanini  | 24       | -28     | -            | -            | 24       | -28    |
| E. Mancin     | 14       | 0       | -            | -            | 14       | 0      |
| G. Maschietto | 9        | 0       | 1            | 0            | 10       | 0      |
| L. Mujesan    | 29       | 4       | 1            | 0            | 30       | 4      |
| M. Neri       | 27       | 0       | -            | -            | 27       | 0      |
| G. Picella    | 2        | 0       | -            | -            | 2        | 0      |
| L. Raimondi   | 10       | 0       | -            | -            | 10       | 0      |
| G. Rambone    | 15       | 1       | 1            | 0            | 16       | 1      |
| G. Salvemini  | 28       | 4       | -            | -            | 28       | 4      |
| B. Santon     | 29       | 6       | -            | -            | 29       | 6      |
| P. Sartore    | 29       | 3       | 1            | 1            | 30       | 4      |
| U. Spanio     | 5        | 0       | -            | -            | 5        | 0      |
| B. Tarantino  | 30       | 0       | 1            | 0            | 31       | 0      |
| M. Tesconi    | 19       | 1       | -            | -            | 19       | 1      |
| E. Vascotto   | 10       | 0       | 1            | 0            | 11       | 0      |
| F. Vicino     | 6        | 0       | 1            | 0            | 7        | 0      |